# Brad Fiedel
Brad Ira Fiedel (New York, 10 maart 1951) is een Amerikaanse filmcomponist. Hij was met name in de jaren 80 populair. Hij componeerde de muziek voor meerdere succesvolle films, die zich vaak in het actie- en thrillergenre bevonden. Hij maakte vooral gebruik van elektronische instrumenten en synthesizers.

## Biografie
De carrière van Fiedel begon aan het einde van de jaren zeventig, toen hij muziek maakte voor televisiefilms en kleinopgezette bioscoopfilms. Begin jaren 80 vroeg de destijds onbekende regisseur James Cameron of hij de muziek wilde componeren voor de low budget-film The Terminator. Deze film werd zeer succesvol, en de opvallende elektronische muziek werd goed ontvangen. Vervolgens mocht voor nog een aantal grote films de muziek componeren, bijvoorbeeld Fright Night (1985), The Big Easy (1987), The Serpent and the Rainbow (1988), The Accused (1988), Blue Steel (1990), het vervolg op The Terminator in 1991, Blink (1994) en True Lies uit 1994. In 1995 componeerde hij voor het laatst filmmuziek, en verdween toen van het toneel. Aanvankelijk had hij interesse in het maken voor de muziek voor Terminator 3, maar toen componist Marco Beltrami een orkestrale versie van de soundtrack van de Terminator wilde maken, besloot hij niet mee te werken. Fiedel heeft echter nog wel meegewerkt aan de videospelversies van die film. Daarnaast componeert hij nog steeds de muziek voor televisieseries en televisiefilms.
Fiedel is getrouwd met actrice Ann Dusenberry.

## Filmografie
- 1975: The Astroger
- 1975: Deadly Hero
- 1976: Gums
- 1976: Damien's Island
- 1976: Apple Pie
- 1977: Looking Up
- 1981: Night School
- 1981: Just Before Dawn
- 1983: Hit and Run
- 1983: Eyes of Fice
- 1984: The Terminator
- 1985: Fraternity Vacation
- 1985: Fright Night
- 1985: Compromising Positions
- 1986: Desert Bloom
- 1986: Let's Get Harry
- 1986: The Big Easy
- 1987: Nowhere to Hide
- 1988: The Serpent and the Rainbow
- 1988: The Accused
- 1988: Fright Night Part II
- 1989: True Believer
- 1989: Immediate Family
- 1990: Blue Steel
- 1991: Terminator 2: Judgment Day
- 1992: Gladiator (boksfilm met acteur Cuba Gooding jr.)
- 1992: Straight Talk
- 1993: The Real McCoy
- 1993: Striking Distance
- 1994: Blink
- 1994: True Lies
- 1995: Johnny Mnemonic
- 1996: Eden
- 2003: Terminator 3: Rise of the Machines (alleen "The Terminator Theme", overige gecomponeerd door Marco Beltrami)
- 2009: Terminator Salvation (alleen "The Terminator Theme", overige gecomponeerd door Danny Elfman)
- 2015: Terminator Genisys (alleen "The Terminator  Theme", overige gecomponeerd door Lorne Balfe)

## Overige producties

### Televisiefilms
- 1989: Cold Sassy Tree
- 1989: Perfect Witness
- 1990: Forgotten Prisoners: The Amnesty Files
- 1993: Nick's Game
- 1996: Rasputin
- 1996: Mistrial
- 1999: Purgatory
- 1999: Y2K

### Televisieseries
- 1982: Tucker's Witch
- 1988: Midnight Caller
- 1997: Timecop (miniserie)
- 2008: Terminator: The Sarah Connor Chronicles (alleen "The Terminator Theme", overige gecomponeerd door Bear McCreary)

### Korte film
- 1996: T2 3-D: Battle Across Time